# Протоптер
Прото́пте́ры (лат. Protópterus) — род лопастепёрых рыб надотряда двоякодышащих. Существуют четыре вида протоптеров, отличающихся размерами тела, ареалом и некоторыми анатомическими особенностями. При этом образ жизни всех видов практически одинаков.
Обитают протоптеры в пресных водоёмах тропической Африки, преимущественно со стоячей водой.
Форма тела протоптеров вытянутая, почти круглая в сечении. Чешуя мелкая, парные плавники жгутообразные.
Зубы в виде раздвоенных пластин, верхней и нижней. Личинки имеют наружные жаберные придатки, которые исчезают у взрослых рыб по достижении ими примерно 15-сантиметровой длины.
Характерная черта протоптеров — их способность впадать в спячку при пересыхании водоёма, зарываясь в грунт. Обычно спячка протоптеров происходит ежегодно, при пересыхании водоёмов в сухой сезон. При этом рыбы проводят в спячке несколько месяцев до наступления сезона дождей, хотя в случае длительных засух могут прожить без воды долгое время — до 4 лет.
Половой диморфизм выражен крайне слабо. Самец протоптера практически неотличим от самки ни по окрасу, ни по размерам.

## Систематика родаProtopterus
- Большой протоптер (Protopterus aethiopicus Heckel, 1851) достигает длины до 2 м[7], весит до 17 кг[4]; это наиболее крупный из протоптеров. Долгое время этот вид сохранял мировой рекорд по размеру генома — 132,83 пг[8]. Он окрашен в голубовато-серые тона, с многочисленными мелкими тёмными пятнами, иногда образующими «мраморный» узор. Этот вид обитает на территории от Восточного Судана до озера Танганьика[5]. Этот вид подразделяется на три подвида:
  - Protopterus aethiopicus subsp. aethiopicus Heckel, 1851
  - Protopterus aethiopicus subsp. congicus Poll, 1961
  - Protopterus aethiopicus subsp. mesmaekersi Poll, 1961[9]
- Бурый протоптер (Protopterus annectens (Owen, 1839)), достигающий 1 метра длины и 4 кг веса[10] — обычная рыба Западной Африки. Населяет водоёмы бассейнов рек Сенегал, Гамбия, Нигер и Замбези, озеро Чад и района Катанга. Спина у этого вида обычно буро-зелёная, бока светлее, брюхо грязно-белое. Наиболее хорошо изучена биология именно этого вида[5]. Выделяют два подвида бурого протоптера:
  - Protopterus annectens subsp. annectens (Owen, 1839) — типовой подвид, который, в отличие от всех остальных протоптеров, может обитать в солоноватой воде[11].
  - Protopterus annectens subsp. brieni Poll, 1961[9]
- Малый протоптер (Protopterus amphibius (Peters, 1844)) — по-видимому, самый мелкий вид, не превышающий в длину 50 см[12]. Обитает в дельте Замбези и на территориях к юго-востоку от озера Туркана. Для его молоди характерно наличие трёх пар наружных жабр, которые сохраняются в течение очень длительного времени[5].
- Тёмный протоптер (Protopterus dolloi Boulenger, 1900), обитающий только в бассейне Конго, характеризуется наиболее удлиненным, угревидным телом и очень тёмной окраской. Длина взрослой особи обычно не больше 85 см[13], однако имеются сведения о поимке экземпляров длиной до 130 см и весом 11 кг[14].

Иногда всех протоптеров рассматривают как один вид Protopterus aethiopicus с четырьмя подвидами.

## Образ жизни

### Статус популяции
Все протоптеры находятся вне угрозы, хотя местами испытывают сильное давление со стороны человека из-за разрушения среды обитания (впрочем, в той же степени, что и другие рыбы Африки). В ряде районов численность протоптеров весьма высока — так, в Западной Кении большой протоптер составляет 11,8 % поголовья всех рыб. В крупнейшем африканском озере Виктория большой протоптер — обычнейший вид, одна из трёх наиболее часто встречающихся рыб. Численность его в этом озере растёт, хотя в 1970—80-е годы она серьёзно снижалась. Статус популяции протоптера с точки зрения угрозы не оценивался Международной Красной книгой.

### Места обитания и поведение
Типичный биотоп протоптера — пересыхающие водоёмы со стоячей водой (озёра, старицы и т. п.). Весь его жизненный ритм теснейшим образом связан с гидрологическими особенностями таких водоёмов. В реках протоптер встречается редко, хотя места его обитания часто затапливаются большими реками во время сезонных разливов. В глубоких водоёмах протоптер держится на глубинах до 60 м.

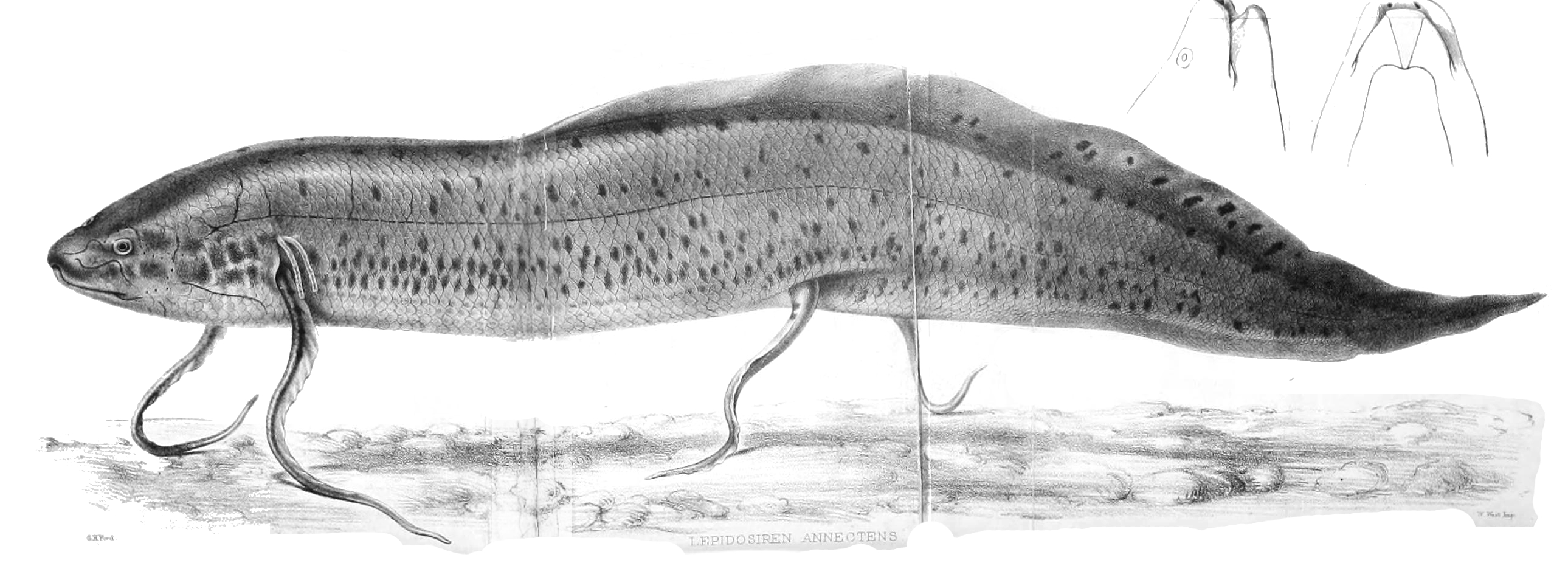
Бурый протоптер. Зоологическая иллюстрация в

Протоптеры постоянно поднимаются к поверхности, чтобы глотнуть воздуха. Подсчитано, что с помощью жаберного дыхания взрослая рыба получает в среднем только 2 % необходимого кислорода, остальные 98 % — с помощью лёгких. При этом чем крупнее протоптер, тем больше он полагается на лёгочное дыхание — молодь, едва утратившая наружные жабры, весящая до 200 г, получает через жабры почти 90 % кислорода, весящая около 400 г — уже только 83 %. За регуляцию жаберного и лёгочного дыхания у протоптера, вероятно, отвечают разные отделы нервной системы.
Протоптеры ведут ночной образ жизни и выходят на охоту с наступлением темноты. В это время их активность резко возрастает, и они чаще, чем днём, поднимаются к поверхности для дыхания. Перемещаются протоптеры двумя способами: они или плавают за счёт угреобразного изгибания тела, плотно прижимая плавники, или же передвигаются по дну с помощью плавников. Помимо двигательных функций, эти плавники играют большую роль при отыскании добычи, так как они густо усеяны вкусовыми почками (особенно обильно покрыты ими грудные плавники). В мутной воде водоёмов, в которых обитает протоптер, зрение не может играть значительной роли, поэтому рыба при ориентации полагается на обоняние и плавники, которыми ползущий протоптер обследует окружающее пространство. Для передвижения в толще воды плавники протоптера пригодны мало, поскольку их форма не позволяет загребать воду. В дневное время протоптеры ведут себя вяло и апатично, мало двигаясь и проводя почти всё время на дне.
По словам известного немецкого натуралиста Альфреда Брема, протоптер из-за своего свирепого нрава — рыба одиночная.
Протоптеры бурые редко встречаются группами, потому что они в высшей степени неуживчивы и, если даже случайно встретятся, тотчас нападают друг на друга и так свирепо дерутся, что редко можно встретить протоптера с совершенно целым хвостом. Доко <местное название протоптера> защищается и от человека, кусается, если случайно на него наступят, шипит при этом, как змея, которую он напоминает быстротой своих движений.
«Змеиное шипение» протоптеров не подтверждается современными источниками. Тем не менее, если потревожить ещё не впавшего в спячку протоптера в его «спальном гнезде», то он издаёт звуки, напоминающие одновременно и писк и скрип, видимо, с помощью зубов. Раздражённая рыба вне воды способна издавать звуки, похожие на громкий вскрик. Такой же звук раздаётся тогда, когда из лёгких пойманной рыбы с силой выбрасывается воздух. Высовываясь из воды для дыхания, протоптер издаёт при вдохе громкий звук — своего рода визг, иногда слышимый на далёком расстоянии.

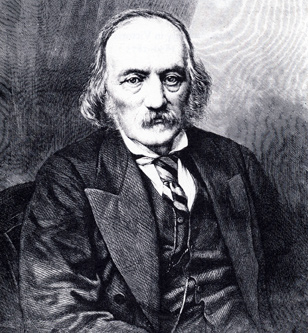
Ричард Оуэн (1804—1892), известный британский зоолог, классифицировавший протоптеров

### Питание
Протоптер кормится животной пищей: в основном различными моллюсками, пресноводными крабами, раками и другими ракообразными и отчасти рыбами. Молодь размером меньше 35 см поедает почти исключительно насекомых. По некоторым наблюдениям, протоптеры, обитающие в Кении, питаются в основном растительной пищей.
Добычу протоптер не хватает, а засасывает, причём, если добыча малоподвижна, то рыба не проявляет большой энергии, но при поимке быстрой добычи нападает на неё с большой быстротой и проворством. Возможно, что как раз при этом захватываются и отдельные части растений, остатки которых нередко находят у него в желудке. Захватив добычу, протоптер не глотает её сразу, а выбрасывает изо рта, придерживая за самый кончик, и начинает методично пережевывать, пока она вся не скроется во рту. Затем снова выплёвывает и опять жуёт, и так несколько раз. Рыба при движении ощупывает пространство плавниками. Стоит протоптеру лишь коснуться съедобного объекта одним из четырёх плавников, как молниеносным броском он подскакивает к добыче и отправляет её в пасть. При поимке добычи протоптер проявляет большую энергию; некоторые источники называют его агрессивным хищником. Крупный протоптер может заглотать рыбу достаточно больших размеров (по наблюдениям в аквариуме, например, даже форель). Существуют сведения, что протоптеры могут кормиться и на суше, выползая в прибрежную траву.
Протоптеры проявляют поразительную способность долго оставаться без пищи — по данным экспериментов, до трёх с половиной лет, хотя при длительном голодании впадают в оцепенение.
Недавние исследования показали, что протоптер использует плавники не только, чтобы грести в воде, но и для передвижения по дну. Таким образом, плавники протоптера с точки зрения локомоции являются подобием ног наземных животных. Эта черта протоптера привела учёных к выводу, что передвижение по твёрдой поверхности с помощью четырёх конечностей появилось вначале у рыб, и уже затем — у первых вышедших на сушу позвоночных.

### Размножение
Протоптеры становятся половозрелыми в возрасте 3—4 лет. Уже в августе — сентябре, то есть спустя месяц-полтора после начала сезона дождей в Южной и Центральной Африке и, соответственно, выхода протоптеров из спячки, начинается нерест, который длится около месяца. К этому времени протоптер сооружает специальное выводковое гнездо. Процесс его постройки изучен достаточно слабо (в природе наблюдать это исключительно сложно, а в аквариумах заставить протоптеров размножаться пока не удавалось), так что неизвестно, кто его строит — самец или самка, или же они строят его совместно. Судя по тому, что в охране гнезда и потомства самка участия не принимает, вероятнее, что гнездо строит самец. Несмотря на свой неуживчивый нрав, протоптер во время размножения становится менее нетерпим к сородичам — гнёзда часто располагаются на небольшом расстоянии друг от друга (7—8 м).
Как правило, выводковое гнездо протоптера строится на мелководье, где слой воды не превышает 40—50 см и где дно поросло высокой густой травой, причём протоптеры выискивают наиболее удалённые места водоёма. Гнездо представляет собой подковообразную нору с двумя входными отверстиями. Одно из них — более широкое — имеет в диаметре 20—30 см, а другое, более узкое — только 10—15 см. В нижней части этой норы, лежащей примерно на глубине 40 см от поверхности грунта и наиболее удалённой от входных отверстий, находится расширенная выводковая камера, в которой откладывается икра. По рассказам местных рыбаков, такие норы, если их не разрушают паводки, служат рыбе от пяти до десяти лет. Подготавливая нору к нересту, самец год от года наращивает вокруг неё грязевой холмик, который в итоге достигает 0,5—1 м высоты.
Обычно гнездо проптоптера имеет два входных отверстия, ведущих в общую выводковую камеру, а иногда и три, но если оно расположено в возвышении грунта (это может быть кочка или насыпь на рисовом поле), то вход может быть и один, хотя гнездо всё равно в этом случае имеет подковообразную форму. При этом в гнезде всегда имеется несколько внутренних отнорков. Стенки гнезда и его дно не покрываются подстилкой и ничем специально не укрепляются, поскольку корни растений достаточно прочно скрепляют его стенки, тем более, что грунт обычно довольно прочный. Икра откладывается в норе непосредственно на её грунтовое дно. Гнездо часто располагается на столь мелком месте, что рыбе приходится добираться от него до глубокой воды буквально выставив спину из воды. В таких случаях протоптеры проделывают своеобразные «тропы» среди водной растительности и травы, тянущиеся на десятки метров. Тропы часто бывают хорошо заметны — по ним только и можно обнаружить гнездо, которое, как правило, так хорошо скрыто, что найти его визуально очень трудно, если только случайно не провалиться в него. Если уровень воды падает (что в местах обитания протоптеров случается нередко), то тропы могут оказаться на совершенно сухом месте и тогда протоптер ползёт в гнездо и из него по сухому грунту. Однако само гнездо строится рыбой так, что никогда не показывается на поверхности и не высыхает даже при самом сильном падении уровня воды.
Забота о выводке, охрана гнезда и его поддержание в нужном состоянии, по-видимому, лежит полностью на самце. При этом рыба, охраняющая гнездо, проявляет необычайную агрессивность по отношению ко всем, кто приближается к гнезду — протоптер набрасывается на любое живое существо и не боится в таком случае даже человека. Известно, что если протоптера прогнать от гнезда (это довольно сложно), то он всё равно обязательно вернётся. Наличие у гнезда нескольких отнорков, возможно, вызвано тем, что самец протоптера сидит в одном из них и находится в постоянном движении, поддерживая с помощью плавников и хвоста необходимый ток воды, омывающий выводок. Так ведёт себя протоптер всё время, пока личинки остаются в гнезде. Почти сразу по окончании нереста у протоптеров начинают развиваться гонады, причём большая часть срока их созревания приходится на период спячки.

### Развитие икры и личинок
Икринки протоптера белого цвета, они заключены в слизистую оболочку и имеют в диаметре 3,5—4,0 мм (с оболочкой — около 7 мм); внешне кладка протоптера напоминает икру лягушек. Их количество в одной кладке достигает 5000, хотя часто значительно меньше. Интересно, что часто в одной и той же кладке встречаются две или даже три порции икринок, резко различающихся по степени своего развития. Соответственно, и среди личинок одного помёта, как правило, существуют две-три разновозрастные группы, различающиеся по длине тела довольно значительно, иногда на 7—8 мм. Обычно в подобных случаях различия в степени развития составляют 1—3 суток, и даже более. Это может объясняться тем, что икру в одну и ту же камеру вымётывают несколько самок, или одна самка делает это через некоторые временны́е промежутки. Личинки вылупляются примерно через неделю после вымета икры. Интересно, что они обладают органом, свойственным не личинкам рыб, а личинкам земноводных — так называемой цементной железой, выделяющей особый клейкий секрет. Примечательно также, что даже внешне личинки протоптера очень похожи на личинок хвостатых земноводных (тритонов, амбистом и так далее). С помощью этого органа личинки протоптера приклеиваются к стенкам выводковой камеры, где и висят почти неподвижно, пока у них не рассосётся желточный мешок. Наличие четырёх пар наружных жабр позволяет им первое время обходиться без воздушного дыхания.

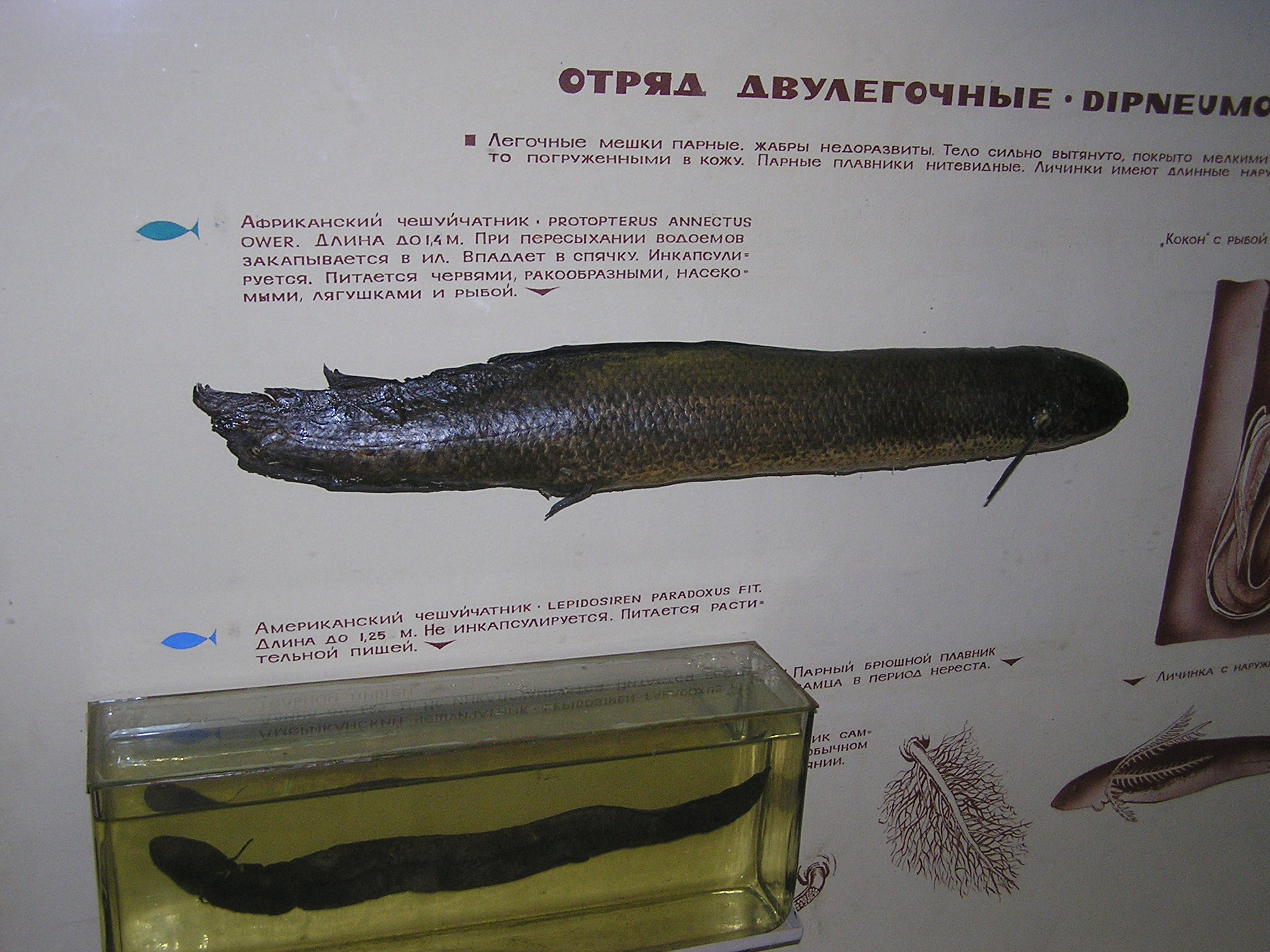
Протоптер в зоологическом музее Санкт-Петербурга

Личинки протоптера растут очень быстро, достигая длины 20—25 мм примерно через три недели. После этого они покидают нору, но первое время плавают только рядом с ней, скрываясь туда при малейшей опасности). Как раз к этому времени мальки начинают дышать лёгкими), а также переходят к активному питанию. По достижении 30—35 мм длины, немногим более чем через месяц после выклева, личинки навсегда покидают гнездо, но держатся скрытно, в основном среди зарослей водной растительности. К этому времени у них утрачивается одна пара наружных жабр. Остальные наружные жабры редуцируются очень поздно, и даже в течение нескольких лет у взрослых рыб сохраняются их рудименты — особенно у малого протоптера. До наступления засушливого периода молодые протоптеры успевают достичь длины 70—120 мм, превращаясь во вполне самостоятельную взрослую особь, но способность зарываться в грунт для спячки и образовывать кокон они приобретают много раньше, ещё при длине 40—50 мм (это минимальный размер протоптеров, которых находили спящими).

## Спячка

### Постройка спального гнезда
Для протоптеров характерно уникальное явление в мире рыб — спячка, носящая, как правило, сезонный характер. Они начинают готовиться к спячке с наступлением засушливого сезона и по мере высыхания временных водоёмов. Крупные протоптеры делают это, когда уровень воды понижается до 10 см, а более мелкие — когда слой воды не превышает 3—5 см. В случаях, когда водоёмы не пересыхают, протоптеры в спячку не впадают. Известно, например, что так происходит у протоптеров в Великих Африканских озёрах, наполненных водой круглый год.
В зависимости от местных условий, значительно колеблющихся в разные годы, протоптер проводит в спячке 6—9 месяцев, в периоды сильных засух — дольше. Рекорд продолжительности спячки протоптера был зафиксирован в экспериментальных условиях: рыба находилась в этом состоянии свыше четырёх лет без каких-либо вредных последствий для себя.

Для спячки протоптер как правило выкапывает специальное гнездо в дне водоёма, покрытом обычно слоем мягкого ила, под которым лежит плотная глина с примесью мелкого песка. Спальное гнездо рыба роет ртом, буквально прогрызая дно водоёма. Захватив пастью ил, рыба выбрасывает его через жабры. Мягкий ил легко поддаётся такому «бурению», но если грунт оказывается плотным, протоптер роет иначе — он начинает, держась вниз головой, выкусывать глину. Он разжёвывает кусочки грунта, а размельчённый и смешанный с водой материал выбрасывает через жаберные щели и гонит ударами плавников к выходу. Образующаяся измельчённая глина выводится из норы в виде облачка мути с восходящими токами воды, создаваемыми за счёт изгибаний тела. Более крупные частицы измельчённой глины оседают в непосредственной близости от входного отверстия, что имеет существенное значение для создания завершающего постройку предохранительного колпачка.

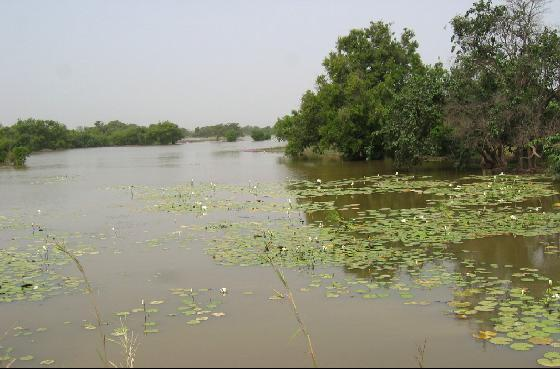
Типичный биотоп протоптера — мелкий болотистый водоём (Гамбия)

Спальное гнездо начинается круглым ходом с гладкими стенками, обычно идущим вертикально вниз. Его диаметр и длина зависят от величины рыбы и колеблется, соответственно, от 5 до 70 мм и от 30 до 250 мм. Внизу воздушная камера постепенно расширяется и переходит в так называемую «спальню», где протоптер и ложится в спячку. У крупных протоптеров «спальня» залегает на глубине до полуметра.
Выкопав вход, протоптер тем же способом (выгрызая грунт) расширяет нижнюю часть норы как раз настолько, чтобы иметь возможность, сложившись пополам, перевернуться в ней головой вверх и иметь при этом возможность высовываться наружу. Подготовив «спальное гнездо», протоптер остаётся в нём практически безвылазно, ожидая полного спада воды, выставив рыло из входного отверстия. Время от времени он поднимается к поверхности для дыхания, высовываясь вертикально из норы и уходя в неё также вертикально хвостом вперёд. Эти движения играют важную роль — когда уровень воды высыхающего водоёма опускается вровень с дном, тогда благодаря таким поршневым движениям, производимым рыбой, часть выброшенной у входного отверстия глины засасывается в него и закупоривает выход. После этого протоптер уже не выходит на поверхность, но продолжает подниматься и опускаться в норе, тычась рылом в образовавшуюся земляную «пробку» изнутри, пока она не просохнет полностью. Над норой в результате образуется колпачок в виде круглого возвышения, покрытый трещинами. Через эти трещины в нору проходит воздух
Как только колпачок формируется, протоптер начинает обильно выделять слизь, так что вода в норе становится вязкой (это имеет большое значение для образования предохранительного кокона). По мере просыхания грунта уровень воды во входной камере постепенно падает, в результате чего она превращается в воздушную камеру, а рыба, следуя за опускающимся уровнем воды, всё ниже опускается в расширенную нижнюю часть норы, где, наконец, замирает и засыпает.

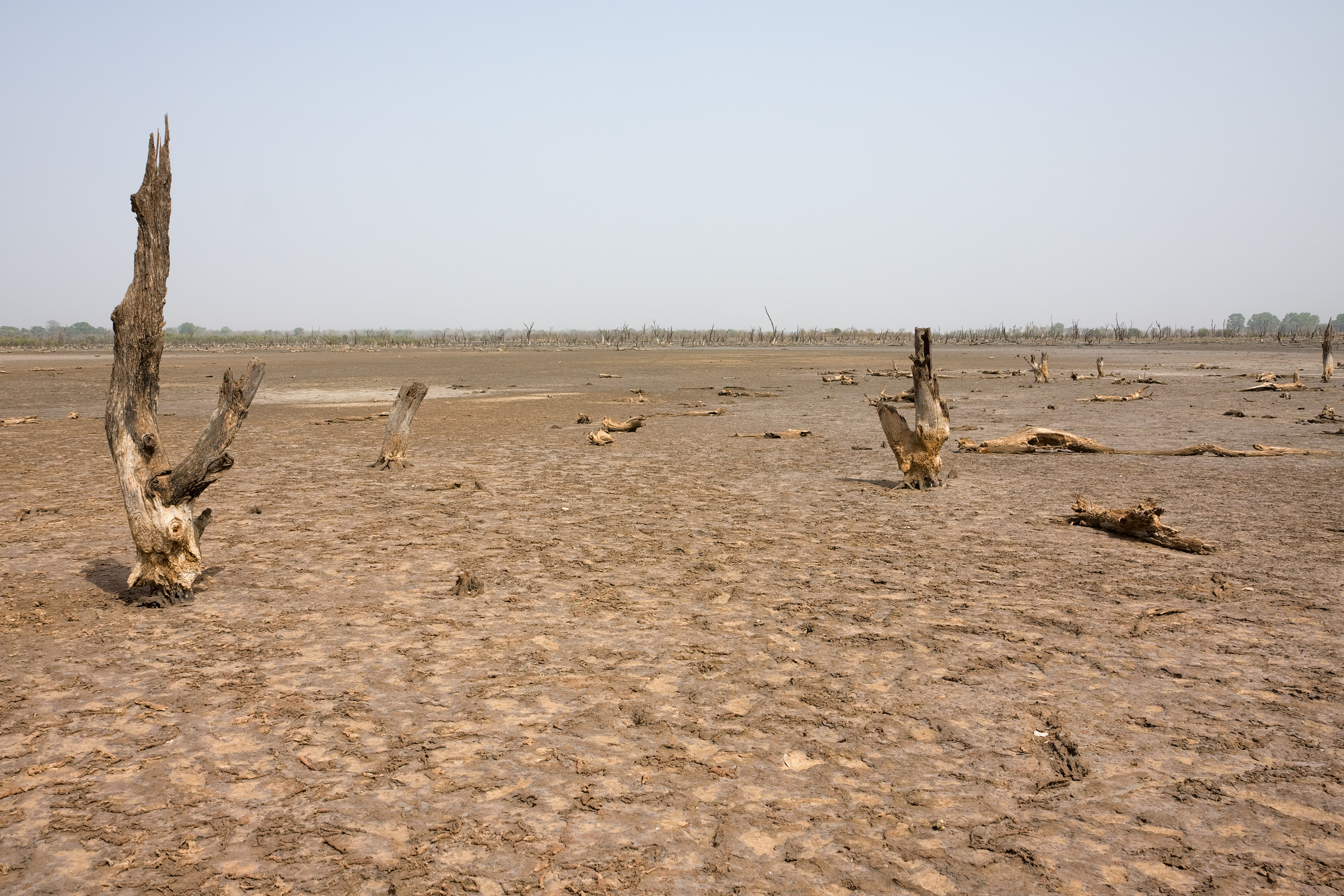
Дно пересохшего водоёма (Гамбия)

Спящий протоптер, как правило, принимает строго определённое положение. Рыба оказывается сложенной пополам между грудными и брюшными плавниками, рылом вверх. Свернувшийся протоптер сжат в такой клубок очень туго. Хвост его перехлёстнут через верхнюю часть головы, прикрывая глаза, и плотно прижат к спине. Нижняя кромка хвоста спящего протоптера проходит вдоль края верхней челюсти, оставляя свободным слегка приоткрытый рот. Плавники очень туго, практически заподлицо, вжимаются в тело рыбы. Свернувшийся таким образом протоптер заключён в своеобразный кокон из застывшей слизи.
Впрочем, не все протоптеры обязательно впадают в спячку в таком гнезде. Так, наблюдения над тёмными протоптерами из бассейна Конго показали, что эти рыбы могут проводить спячку и на поверхности грунта в коконе из застывшей слизи. Согласно исследованиям сингапурских учёных, метаболизм таких рыб иной, нежели у протоптеров, спящих в гнезде.
Интересно, что «бодрствующий» протоптер, находящийся в воде, но попавший в неблагоприятные условия (например, вынужденный долго голодать), впадает в своеобразное оцепенение точно в такой же позе, как во время спячки.

### Кокон протоптера
Кокон протоптера — уникальное образование в мире рыб; его способны создавать только представители рода Protopterus. Он представляет собой тончайшую плёнку толщиной 0,05—0,06 мм, образующуюся при затвердевании слизи, которую выделяет приготовившаяся к спячке рыба, с небольшой примесью неорганических соединений, перешедших из почвы в момент образования кокона. Кокон столь плотно обтягивает спящего протоптера, что между его стенками и телом рыбы не остаётся никаких зазоров. Сморщенные парные плавники спящей рыбы очень сильно вжимаются в тело и не оставляют никаких следов на внутренней стенке кокона. Округлая верхняя часть кокона, повторяющая контур стенок воздушной камеры в месте перехода её в «спальню», уплощена и слегка приподнята надo ртом рыбы. Здесь в коконе имеется единственное отверстие воронкообразной формы длиной 1—5 мм, ведущее прямо в приоткрытый рот протоптера, через которое осуществляется связь рыбы с наружной средой.
Кокон образуется полностью за несколько дней. Обычно кокон окрашивается под цвет рыжевато-бурого грунта за счёт красящих неорганических веществ, содержащихся в почве. В тех случаях, когда эти вещества отсутствуют, кокон может быть совершенно прозрачным. Его внутренняя стенка всегда влажная, так как тело рыбы остаётся покрытым слизью до окончания спячки. При высыхании водоёма, согласно наблюдениям, на полное формирование кокона уходит примерно одна неделя.
Исследования канадских учёных показали, что кокон протоптера имеет очень сложную слоистую структуру, а его химический состав постепенно меняется в соответствии с накоплением в организме спящей рыбы продуктов распада. Более того, кокон является не только защитной плёнкой, он активно накапливает вредные вещества из организма рыбы, участвуя, таким образом, в обмене веществ.

### Пробуждение от спячки
В естественных условиях протоптер выходит из спячки с наступлением периода дождей, когда пересохшие водоёмы наполняются водой. Процесс их пробуждения в природе пока ещё практически не прослежен, но есть многочисленные наблюдения пробуждения протоптеров в аквариумах. Наблюдатели помещали в воду вырубленные из грунта куски глины с заключёнными в них протоптерами так, чтобы слой воды над ними не превышал 5 см. Приблизительно через час у выходного отверстия показывалась первая рыба. После короткой рекогносцировки она поднималась к поверхности воды и жадно глотала воздух, а затем быстро уходила обратно в гнездо. Первоначально эти действия повторялись через каждые 3—5 минут, но постепенно интервалы между очередными выходами к поверхности удлинялись до обычных 10—20 минут. При этом рыба все меньше и меньше пряталась в гнезде, пока через 6—7 часов совсем не покидала его. Первое детальное наблюдение пробуждения протоптера в неволе с подробным описанием этого процесса относится к 1931 году
После выхода из кокона протоптер выглядит словно иссохшим; тело его сморщено и изогнуто. Полностью распрямляется рыба лишь через 12 часов. Но и в течение первых нескольких дней рыбы, проведшие в спячке 7—8 месяцев, плохо контролируют свои движения, передвигаясь резкими и неуклюжими рывками. Даже через несколько дней после спячки хвост у них ещё остаётся отогнутым вверх и несколько вбок, а смятые плавники лишь постепенно распрямляются и приобретают упругость. Чем дольше длится спячка протоптера, тем больше времени требуется ему для того, чтобы привести себя в обычное состояние — это вызвано, очевидно, более длительным выведением из организма продуктов распада.
Известный русский энтузиаст аквариумистики XIX—начала XX века Н. Ф. Золотницкий писал о пробуждении протоптера:
Оболочка кокона растворяется и рыба распрямляется. Но первое время она бывает крайне неподвижна и кажется как бы опьяневшей; однако проходит час и она становится бодрой, приходит в движение и только ещё продолжает избегать света, забиваясь в тёмные уголки на дне. Затем проходит день, два и она начинает уже быстро плавать, есть с аппетитом, следить со вниманием за малейшим движением в аквариуме и охотится за добычей.

В противоположность всем другим позвоночным животным, впадающим в спячку, протоптер, заключённый в кокон, расходует не жировые запасы, а мышечные ткани. В начале спячки обмен веществ происходит у него ещё на довольно высоком энергетическом уровне, но постепенно он замедляется и протекает в дальнейшем в очень экономном режиме до пробуждения.

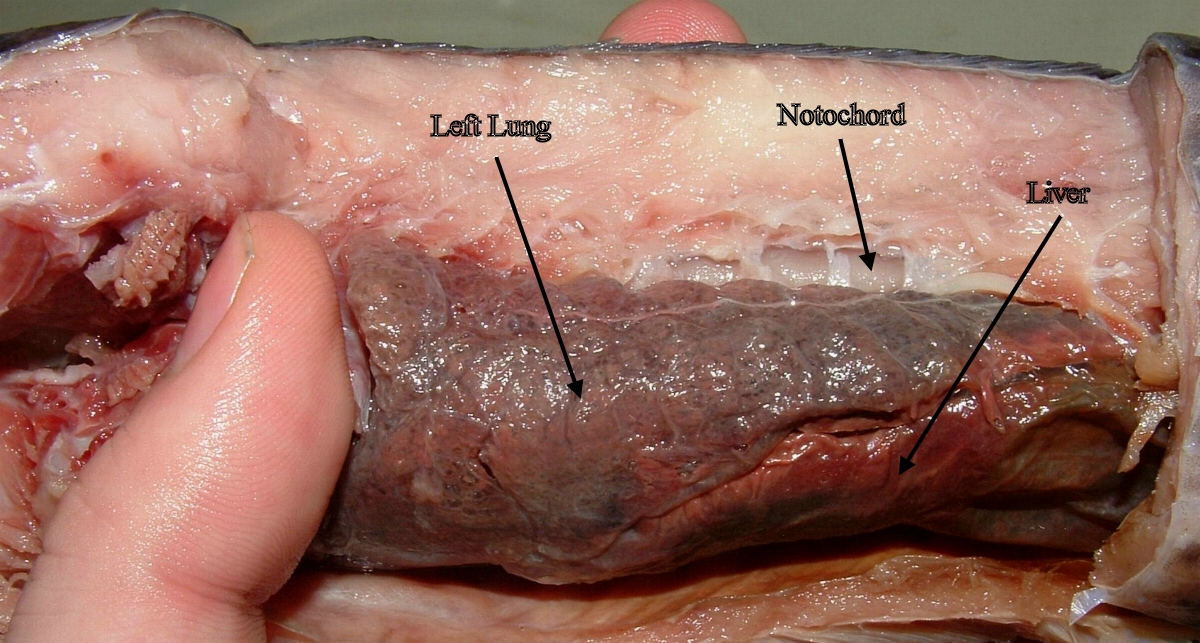
Вскрытое брюхо тёмного протоптера. Видны лёгкие (левый указатель).

За время спячки протоптер сильно теряет в весе, отчего и выглядит иссохшим. Так, например, рыба длиной 40 см и весом 374 г после шестимесячного пребывания в коконе имела длину 36 см и весила 289 г, то есть потеряла в весе более 20 % и уменьшилась в размерах на 10 %. Другой протоптер, весом всего 100 г, потерял ещё больше — 28 г веса, в основном за счёт утраты воды. Такие сравнительно большие потери объясняются тем, что во время спячки ткани протоптера расходуются не только на поддержание жизнедеятельности организма, но и на созревание гонад, которые к моменту выхода из спячки оказываются почти полностью созревшими. Потери восполняются довольно быстро — уже через месяц рыба восстанавливает свой вес и достигает прежних размеров за счёт усиленного питания. Во время спячки протоптера вся вода, образующаяся при расщеплении белков, теряется при дыхании и моча не выделяется, так как рыба заключена в кокон, плотно облегающий её тело (лишь небольшая часть мочевины переходит в стенки кокона). Образующаяся мочевина в больших количествах скапливается в организме, составляя к концу спячки 1—2 % веса тела. Это — исключительно редкий в животном мире физиологический парадокс, так как мочевина ядовита и губительно действует на живой организм. У большинства животных смерть от отравления мочевиной наступает при её концентрации в организме в 2 тысячи раз меньшей, чем у спящего протоптера. Впрочем, ряд источников указывает, что чрезмерное накопление мочевины в организме может быть гибельным даже для протоптера. После выхода протоптера из спячки весь избыток мочевины выводится из организма через жабры и почки уже через несколько часов.

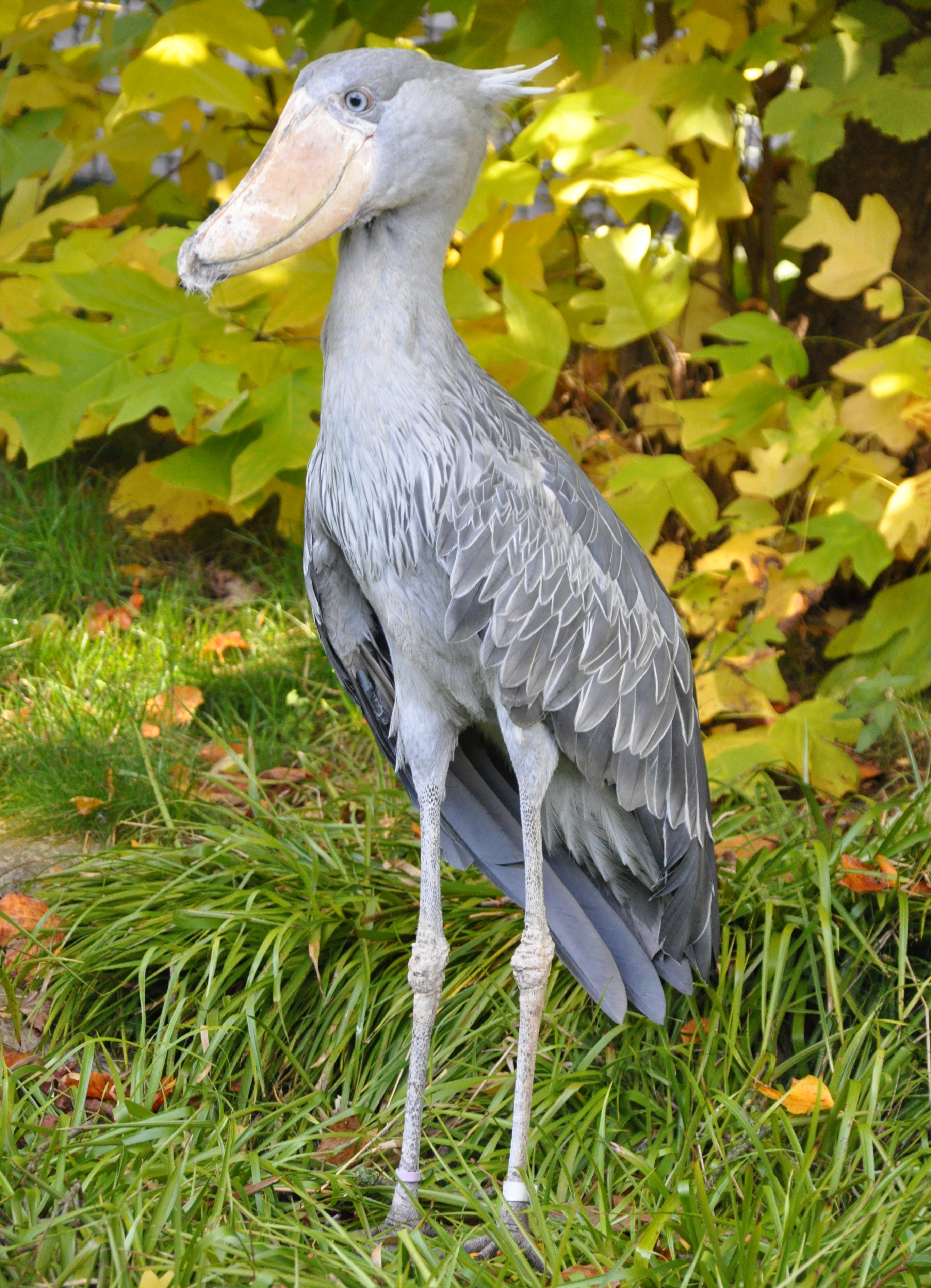
Китоглав (Balaeniceps rex) — один из естественных врагов протоптера

## Естественные враги протоптеров
При том, что протоптеры — активные хищники, они сами служат кормом для многих животных. Протоптеров поедают рыбоядные птицы, такие, как китоглав (для которого протоптеры составляют важную часть рациона), орлан-крикун, различные аисты и цапли. Большое количество протоптеров становится пищей крокодилов и крупных хищных рыб (например, сомов).

## Содержание в аквариуме
В странах Европы и Северной Америки протоптеров часто держат в аквариумах. Протоптеры также обитают в некоторых зоопарках и аквариумах научных центров — сведения об этих рыбах систематизируются в специальных реестрах.

Содержание всех видов протоптеров одинаково. В неволе протоптеры неприхотливы настолько, что могут жить в самой тухлой и мутной воде. Любопытно, однако, что в Нью-Йоркском аквариуме они не смогли жить в дехлорированной водопроводной воде. Лишь после того, как эту воду продистиллировали, они почувствовали себя сносно.

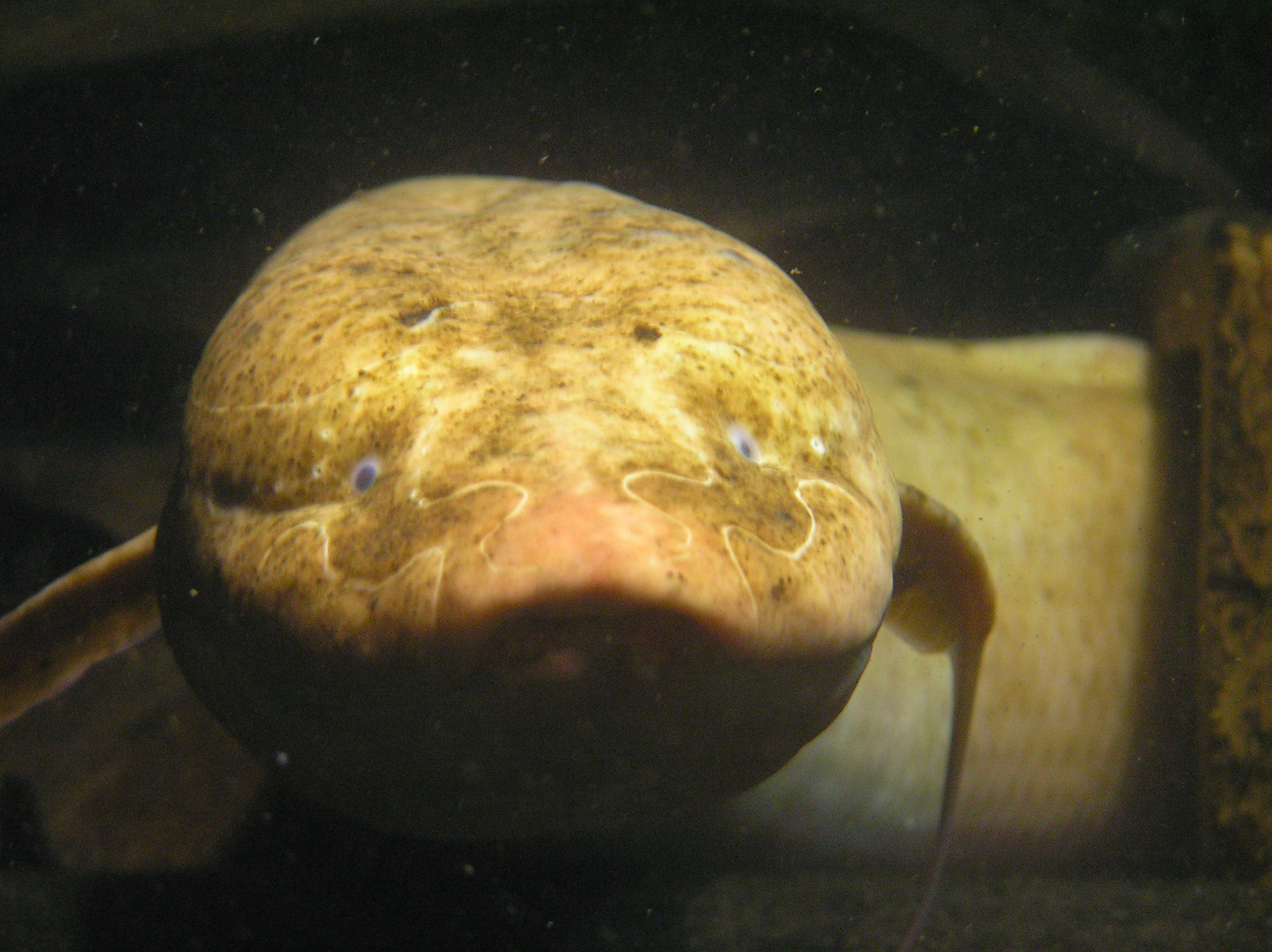
Бурый протоптер в аквариуме, Бельгия

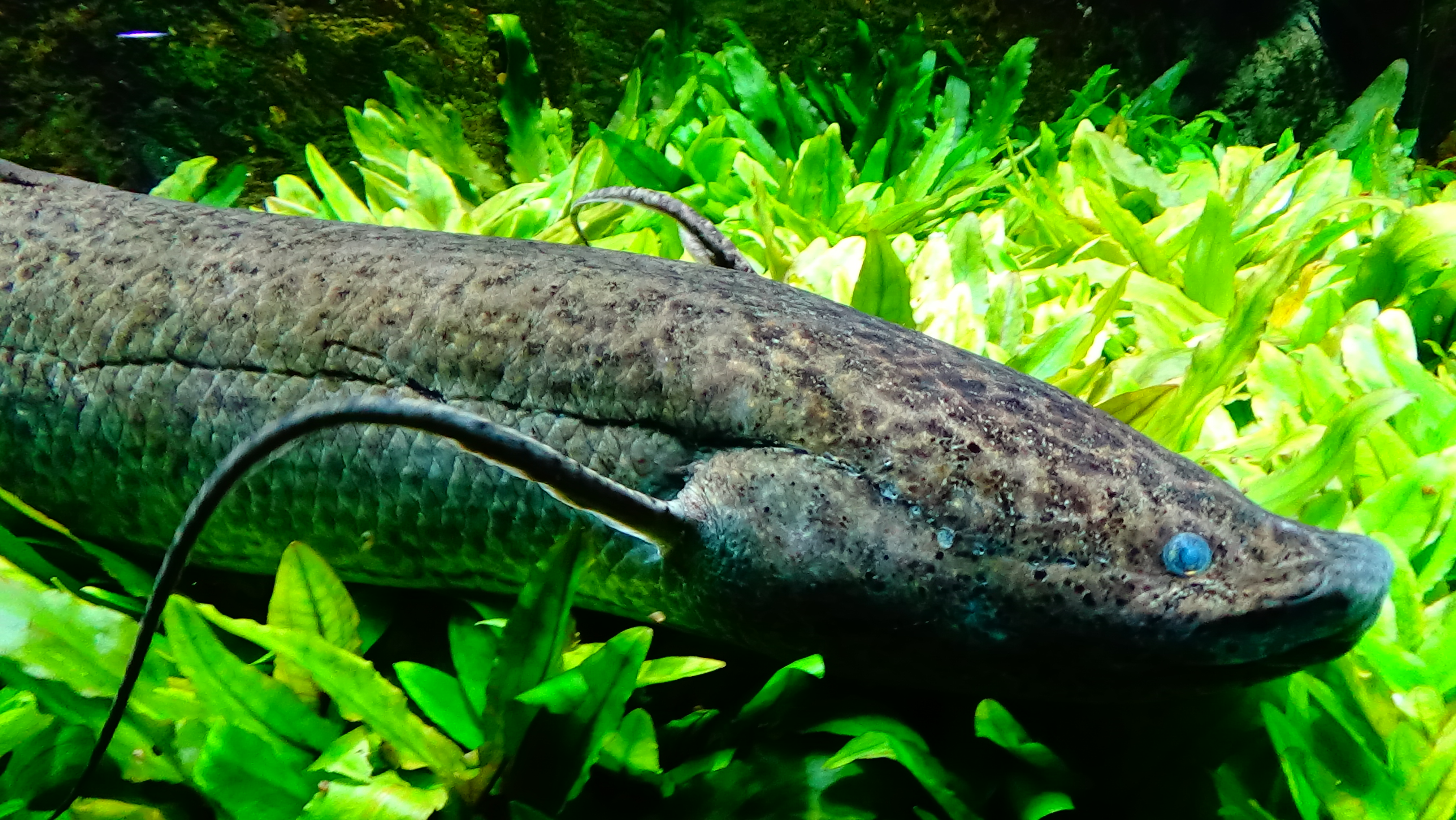
Бурый протоптер в аквариуме, Франция

При соответствующем обращении протоптеры легко поддаются дрессировке. Так, например, если кормёжку предварять стуком по стенке аквариума, то уже через 2—3 недели рыбы привыкают к стуку и, услышав его, сплываются к месту, где их ожидает пища. Все виды протоптеров отличаются свирепым и неуживчивым нравом. Помещённые вместе, они проявляют крайнюю агрессивность, дерутся и нападают друг на друга. Гибель более слабых рыб при этом — обычное дело, так что часто в аквариуме может в конце концов остаться только один победитель. По этой же причине к протоптеру лучше не сажать вообще всех более мелких рыб, которых он будет или калечить, или пожирать. Даже крупных рыб, которых протоптер не в состоянии съесть, он будет преследовать, нанося раны и откусывая плавники. Только молодых протоптеров, когда нет иного выхода, можно держать вместе. Но рано или поздно они так яростно нападают друг на друга, что вскоре оказываются без плавников, которые, впрочем, восстанавливаются у них очень быстро.
Всеядность протоптера и его неразборчивость в еде облегчают кормление — рыба быстро привыкает поедать практически любой белковый корм. Предпочтительная пища, однако — живая рыба, ломтики мяса, мелкие лягушата, черви.
Обычно в аквариумы протоптеров доставляют в коконе. Такой способ транспортировки требует большой осторожности, так как из-за встряски кокон легко может порваться, что приводит к неминуемой гибели рыбы. Н. Ф. Золотницкий сообщал о случае, когда из целой партии протоптеров, доставленной в Москву в 1896 году, живым не удалось довезти ни одного. Примечательно также, что в тех случаях, когда кокон впавшей в спячку рыбы соприкасается не с грунтом, а с каким-либо инородным телом (например, со стеклянной стенкой аквариума), то это неизбежно приводит к смертельному исходу. В искусственных условиях нижнюю часть стенки аквариума поэтому необходимо обмазывать толстым слоем глины.
В аквариумных условиях легко добиться спячки протоптера, но если режим содержания не меняется, то рыба в спячку не впадает годами. Тем не менее, было замечено, что «бодрствующие» в течение ряда лет протоптеры, содержащиеся в аквариуме (один из них провел без спячки 13 лет), время от времени становятся вялыми, малоподвижными и даже отказываются от пищи. Такое состояние замечается у них в среднем один раз в году и продолжается от нескольких недель до двух-трёх месяцев без каких-либо признаков заболевания. Очевидно, такое поведение связано с привычкой протоптеров впадать в сезонную спячку, которая, таким образом, составляет неотъемлемую часть жизненного ритма этих рыб. Протоптер в неволе может жить долго — рекорд для бурого протоптера составил 20 лет. Рекорд долголетия тёмного протоптера — 30 лет.
Случаи размножения протоптеров в неволе неизвестны.

## Протоптеры и человек

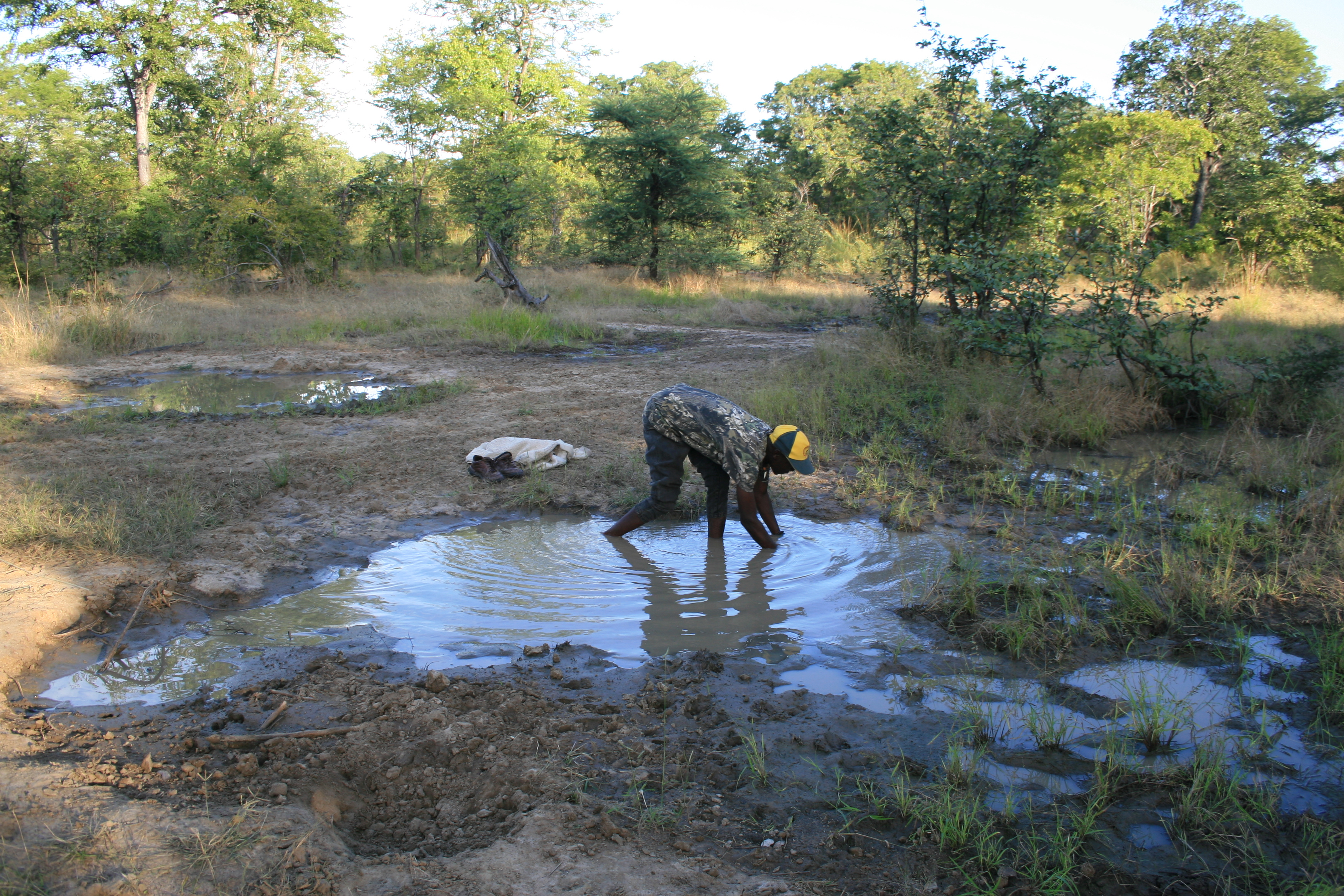
Ловля протоптера в луже, оставшейся после пересыхания лесного озера (Замбия, долина р. Луангва).

Во многих районах Африки местное население активно ловит протоптеров ради вкусного мяса. Добыча протоптеров ведётся, как правило, кустарными способами и не носит характера организованного промысла, хотя улов протоптеров в ряде местностей является как важным источником белковой пищи, так и предметом торговли.
Протоптеров добывают обычно во время спячки. Туземцы, тщательно обследуя дно высохших водоёмов, ищут колпачки над спальными норами протоптеров, которые от окружающей их почвы отличаются, как правило, более тёмным цветом. Над норами крупных экземпляров колпачки бывают диаметром 5—15 см, лишь у мелких рыб, длиной менее 15 см, они столь слабо выражены, что их практически невозможно найти визуально. Спящих протоптеров выкапывают вместе с кусками грунта, который после пересыхания водоёмов бывает твёрд почти как камень.

Жители Гамбии, по некоторым сведениям, не подтверждённым, правда, научными исследованиями, могут обнаруживать спальные гнёзда протоптеров на слух, так как, по их утверждению, в тихую погоду на значительном расстоянии можно слышать, как дышит зарывшийся в землю крупный протоптер.

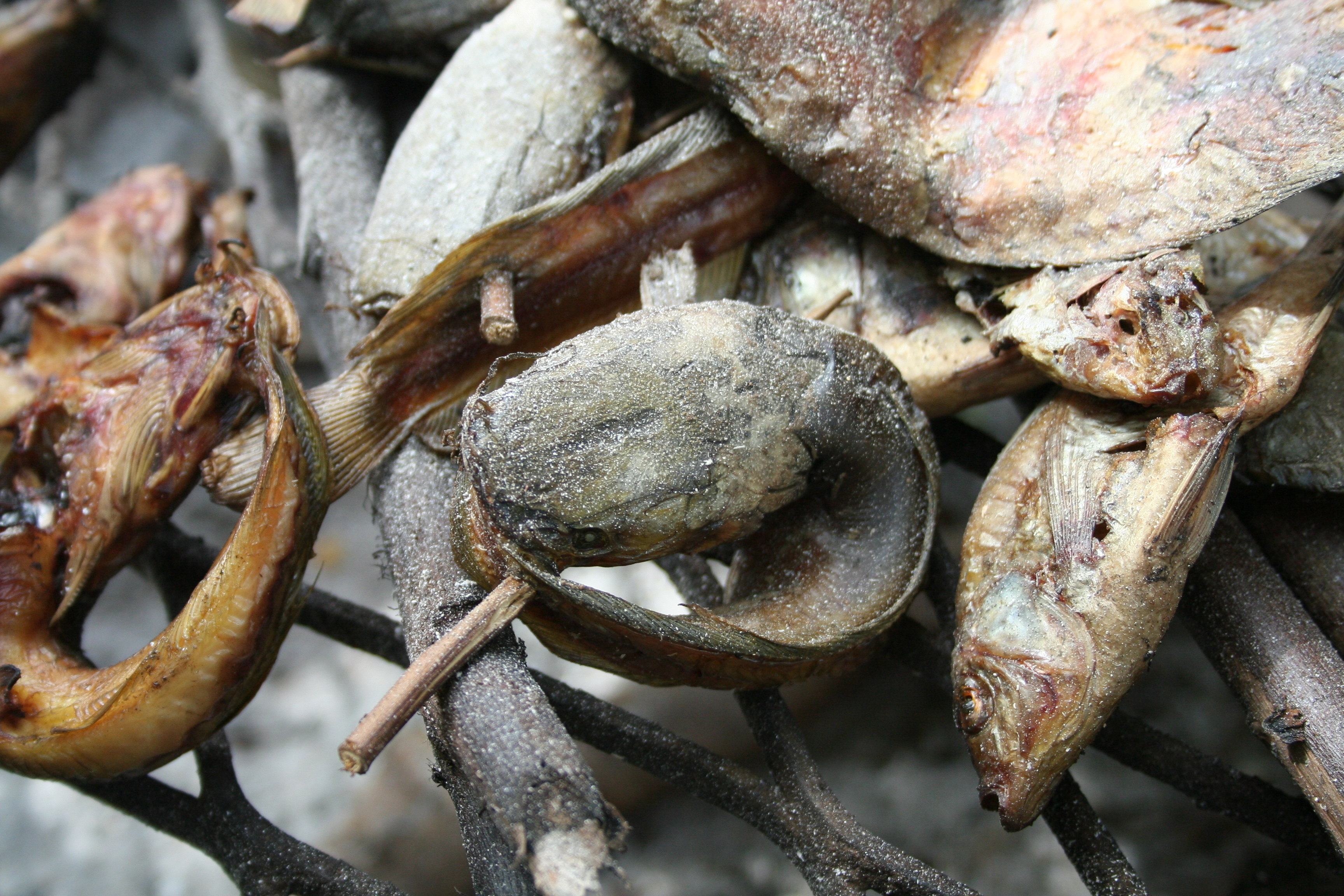
Копчёный протоптер на рынке, Буркина-Фасо.

 Оригинальный способ лова протоптеров применяется жителями Судана. Они пользуются специальным барабаном, с помощью которого извлекаются звуки, имитирующие падение дождевых капель. Поддавшись обману, протоптеры просыпаются и издают громкий чмокающий звук, выдавая тем самым место своего укрытия, а подчас даже и выползают из своих гнёзд, попадая прямо в руки ловцов.
Протоптеры — объект серьёзных научных исследований. Так, эти рыбы привлекли к себе внимание учёных, занимающихся созданием снотворных препаратов. Британские и шведские биохимики попытались выделить снотворные вещества из организма животных, впадающих в спячку, в том числе протоптера. Когда экстракт из мозга уснувших рыб вводили в кровеносную систему лабораторных крыс, температура их тела начинала быстро падать, и они засыпали так быстро, словно падали в обморок. Сон продолжался 18 часов. Когда крысы просыпались, никаких признаков того, что они находились в искусственном сне, у них обнаружить не удалось. Экстракт, полученный из мозга бодрствующих протоптеров, не вызывал у крыс никаких последствий.
Норвежские учёные проводили исследования, показавшие интересные результаты, свидетельствующие о больших различиях в физиологии протоптеров и других рыб (например, лососей).